# Hostouň, Plzeň
Hostouň är en stad i Tjeckien.   Den ligger i regionen Plzeň, i den västra delen av landet, 130 km väster om huvudstaden Prag. Hostouň ligger 448 meter över havet och antalet invånare är 1 299.
Terrängen runt Hostouň är platt åt nordost, men åt sydväst är den kuperad. Runt Hostouň är det ganska glesbefolkat, med 47 invånare per kvadratkilometer. Närmaste större samhälle är Horšovský Týn, 12,9 km öster om Hostouň. Trakten runt Hostouň består till största delen av jordbruksmark.